# Juan Gualberto Guevara
Juan Gualberto Guevara, perujski rimskokatoliški duhovnik, škof in kardinal, * 12. julij 1882, Villa de Vitor, † 27. november 1954.

## Življenjepis
2. junija 1906 je prejel duhovniško posvečenje.
15. decembra 1940 je bil imenovan za škofa Trujilla; 2. marca naslednje leto je prejel škofovsko posvečenje.
23. maja 1943 je bil imenovan za nadškofa Trujilla, 13. januarja 1945 za vojaškega škofa Peruja in 16. decembra istega leta za nadškofa Lime.
18. februarja 1946 je bil povzdignjen v kardinala in imenovan za kardinal-duhovnika S. Eusebio.